# David Poile
David Poile, född 14 februari 1950 i Toronto, är en kanadensisk idrottsledare och befattningshavare som var senast general manager och president för ishockeyverksamheten för det amerikanska ishockeyorganisationen Nashville Predators i National Hockey League (NHL).
Han är son till den före detta ishockeyspelaren och ishockeytränaren Bud Poile. Innan han blev befattningshavare spelade Poile som centerforward under fyra säsonger, där tre var med Northeastern Huskies (Northeastern University) i National Collegiate Athletic Association (NCAA) och en med Rochester Americans i American Hockey League (AHL), där han bara spelade tre matcher med dem.
Poile började sin karriär som befattningshavare när han blev befordrad från administrativ assistent till assisterande general manager för Atlanta Flames och var där mellan 1977 och 1980. Han fortsatte att inneha yrkestiteln när Flames flyttade till Calgary i Alberta och blev Calgary Flames, han var där dock bara fram till 1982 när han fick lämna laget. Den 30 augusti samma år blev han utsedd att vara general manager för Washington Capitals, ett arbete han hade fram till den 13 maj 1997 när han fick sparken efter att laget missade slutspel för första gången under sin 15-åriga vistelse i Capitals. Den 9 juli utsågs Poile till general manager för expansionslaget Nashville Predators när de anslöt sig till NHL för spel till säsongen 1998–1999. 2001 tilldelades han Lester Patrick Trophy för sitt arbete med att utveckla ishockeyn i USA. 2017 blev han utnämnd till att vara NHL:s bästa general manager för säsongen 2016–2017.
På den internationella ishockeyscenen har han varit involverad i USA:s herrlandslag i ishockey när de spelade i turneringarna VM 1998 (general manager), VM 1999 (general manager), VM 2009 (assisterande general manager), OS 2010 (assisterande general manager), VM 2010 (assisterande general manager) och VM 2013 (assisterande general manager). Han blev också utsedd som general manager för USA:s ishockeylandslag när de skulle deltaga i OS 2014 men dagarna före turneringen blev han träffad av en puck i sitt högra öga, som resulterade i att han inte kunde åka till Sotji och närvara. Poile medgav senare att han hade förlorat helt synen på det skadade ögat.